# Ross et Macdonald
Ross et Macdonald (maintenant DFS Inc. Architecture & Design) est une firme d'architectes basée à Montréal, au Québec et à l'origine de plusieurs bâtiments importants au Canada.
L'entreprise est d'abord issue d'un partenariat entre George Allen Ross (en) et David MacFarlane (Ross et McFarlane) de 1907 à 1912. MacFarlane se retire de l'entreprise en 1912 et Robert Henry Macdonald devient associé.
Le nom de Ross and Macdonald est utilisé jusqu'en 1944, après quoi il devient Ross et Ross lorsque John Kenneth Ross rejoint son père comme partenaire. Après la mort de George Allen Ross en 1946, l'entreprise continue sous le nom de Ross, Patterson, Townsend et Heughan. Rolf Duschenes a ouvert la succursale de l'entreprise à Saint-Jean en 1948. En 1970, l'entreprise a été renommée Ross, Fish, Duschenes et Barrett. Depuis 2006, elle fonctionne sous le nom de DFS Inc. Architecture & Design.

## George Allen Ross
George Allen Ross (1879-1946) est né à Montréal. Il étudie au collège High School of Montreal, puis au Massachusetts Institute of Technology de Cambridge, au Massachusetts, et enfin à l'École des Beaux-Arts de Paris.
Ross est d'abord apprenti chez Brown, MacVicar & Heriot à Montréal, puis dessinateur pour le Grand Trunk Railway. Il travaille également avec Parker & Thomas à Boston et Carrère and Hastings (en) à New York avant de s'associer à David MacFarlane à Montréal.
Il est membre de l'Institut royal d'architecture du Canada. Il est également membre du Royal Institute of British Architects, devenant associé en 1904 et Fellow en 1913.

## Robert Henry Macdonald
Robert Henry Macdonald (1875–1942) est né à Melbourne, en Australie. Il fait son stage auprès de Richard B. Whitaker, à Melbourne, et devient dessinateur chez Robert Findlay à Montréal en 1895. Après divers postes de dessinateur à l'étranger, Macdonald revient à Montréal et rejoint Ross et MacFarlane à Montréal en 1907. Il devient finalement associé de la firme en 1912.
Il est membre de l'Institut royal d'architecture du Canada et du Royal Institute of British Architects. Il a été président de l'Association des architectes du Québec en 1939 et a reçu le prix du mérite de l'association.

## Ouvrages principaux
Bâtiments commerciaux
- Succursale de la Banque de Toronto (rue Guy et rue Sainte-Catherine Ouest), Montréal, 1908.
- Complexe Les Ailes, Montréal, 1925-1927 (ancien grand magasin Eaton).
- Bureaux du Conseil scolaire de Saskatoon, Saskatoon, 1928-1929.
- Calgary Eaton's Store, Calgary, 1928-1929.
- Édifice Dominion Square, Montréal, 1928–1930.
- College Park (Toronto) (en), 1928-30.
- Holt Renfrew Montréal au 1300, rue Sherbrooke Ouest, Montréal, 1937.

Hôtels
- Hôtel Château Laurier, Ottawa, 1909-1912.
- Hôtel Lord Elgin (en), Ottawa, 1940-1941.
- Royal York Hotel, Toronto, 1927-1929.
- Hôtel Fort Garry, Winnipeg, 1910-1914.
- Hotel Saskatchewan (en), Regina, 1926-1927.
- Hôtel Macdonald, Edmonton, 1912-1914.
- Les Cours Mont-Royal, Montréal, 1920-24.

Bâtiments publics
- Centre de conférences du gouvernement (avec Bradford Gilbert (en)), Ottawa, (ancienne gare Union d'Ottawa), 1911-1912.
- Union Station, Toronto (avec Hugh G. Jones, John MacIntosh Lyle (en)) 1914-1920.

Immeubles à bureaux
- Édifice des architectes (en), Montréal, 1929-1934 (démoli).
- Édifice de la Confédération (avenue McGill College et rue Sainte-Catherine Ouest), Montréal, 1927-1928.
- Édifice Castle (en) (rue Stanley et rue Sainte-Catherine Ouest), Montréal, 1924-1927.
- Édifice Dominion Square (rue Peel et rue Sainte-Catherine Ouest), Montréal, 1928-1930.
- Édifice Montreal Star (en) (rue Saint-Jacques), Montréal, 1926-1931.
- Édifice de la Banque Royale (rue Yonge et rue King Est), Toronto, 1913-1915.
- Édifice Price (rue Sainte-Anne), Québec, 1929-1930.
- Pavillon des arts médicaux (en), Montréal, 1922.

Résidentiel
- Appartements Le Château (en), (Sherbrooke et De La Montagne) Montréal, 1926.
- The Gleneagles, (chemin Cote des Neiges) Montréal, 1929.

Autre
- École technique centrale (en), Toronto, 1915.
- Édifice du Brown Community Club, La Tuque, 1921
- L'Hydrostone, Halifax, 1918.
- Maple Leaf Gardens, Toronto, 1931-1932.
- Club des ingénieurs de Montréal, agrandissement, 1933
- Cinéma Impérial, entrée, 1935

comme Ross, Fish, Duschenes et Barrett
- Pavillon Henry F. Hall

## Galerie

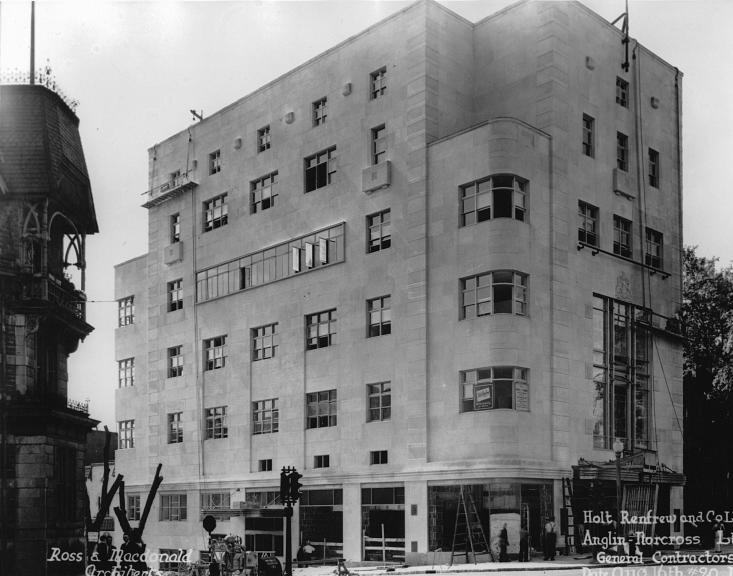
Holt Renfrew 1937, Montréal
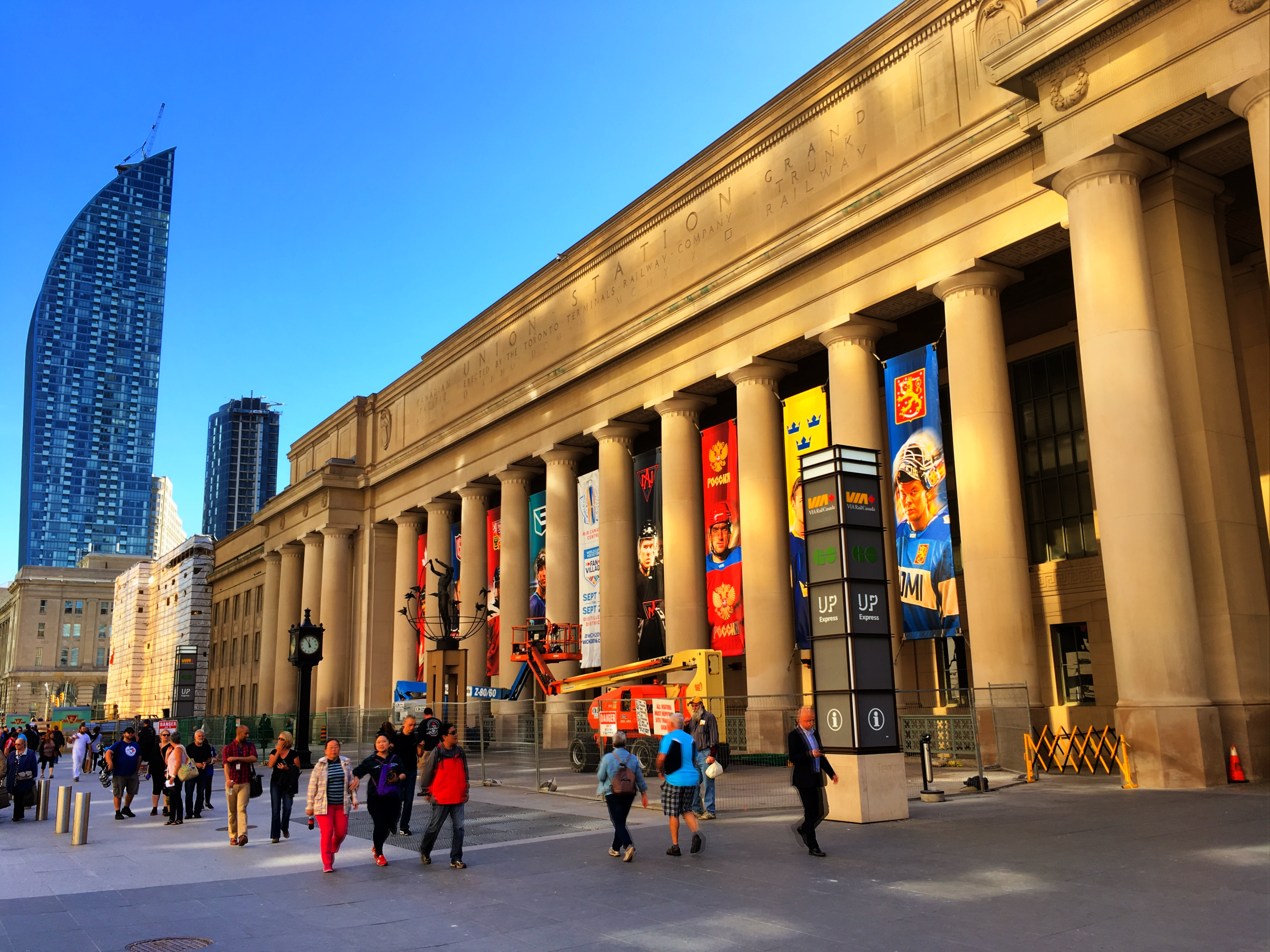
Union Station Toronto, Ontario
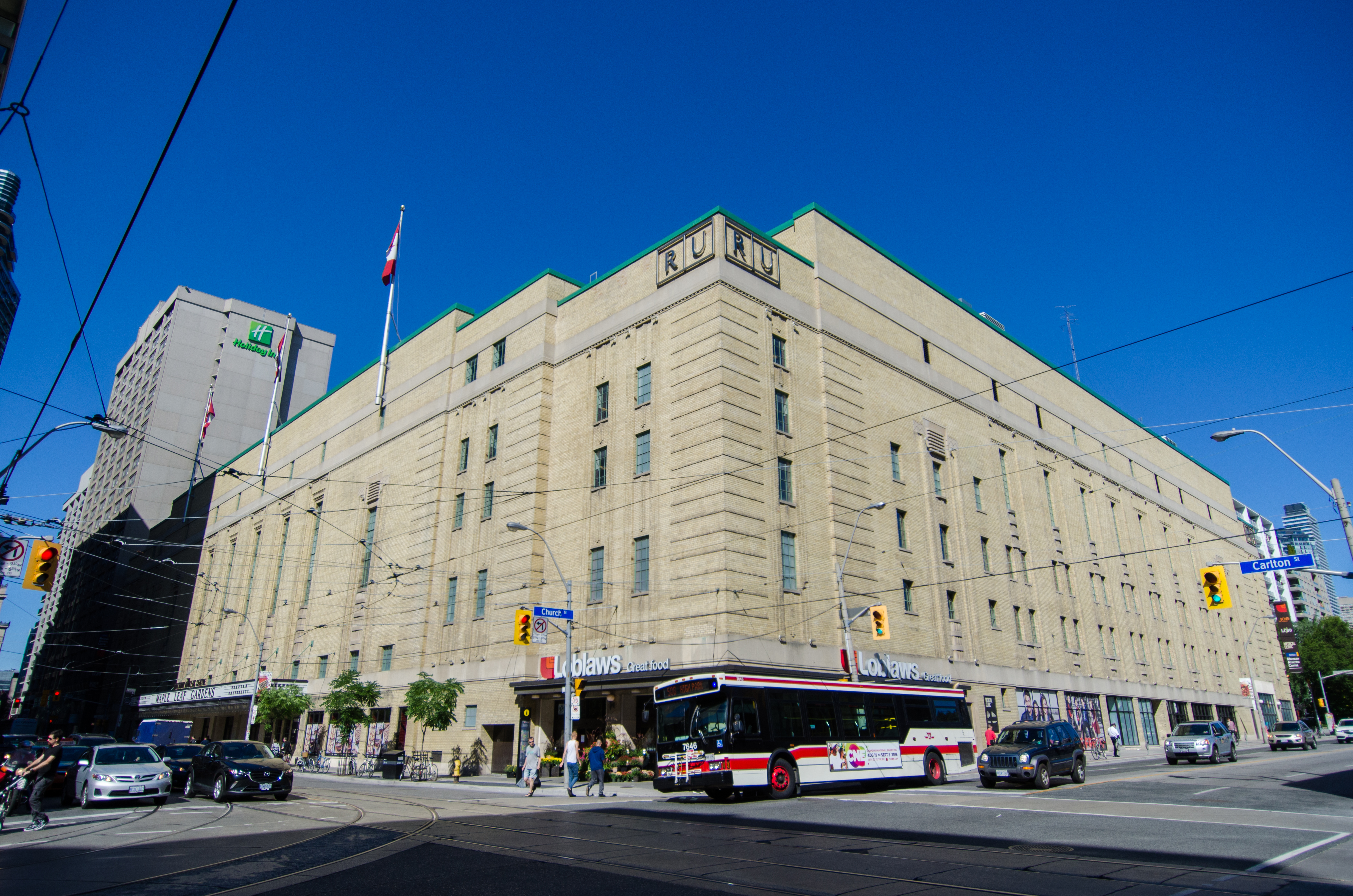
Maple Leaf Gardens Toronto, Ontario
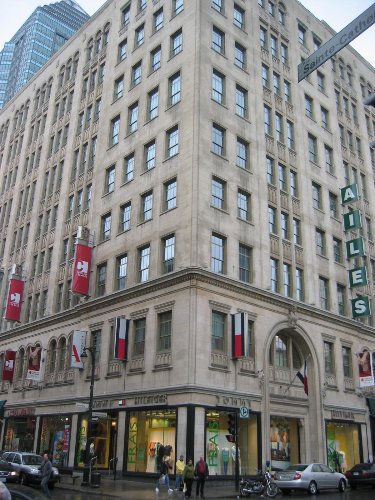
Complexe les Ailes
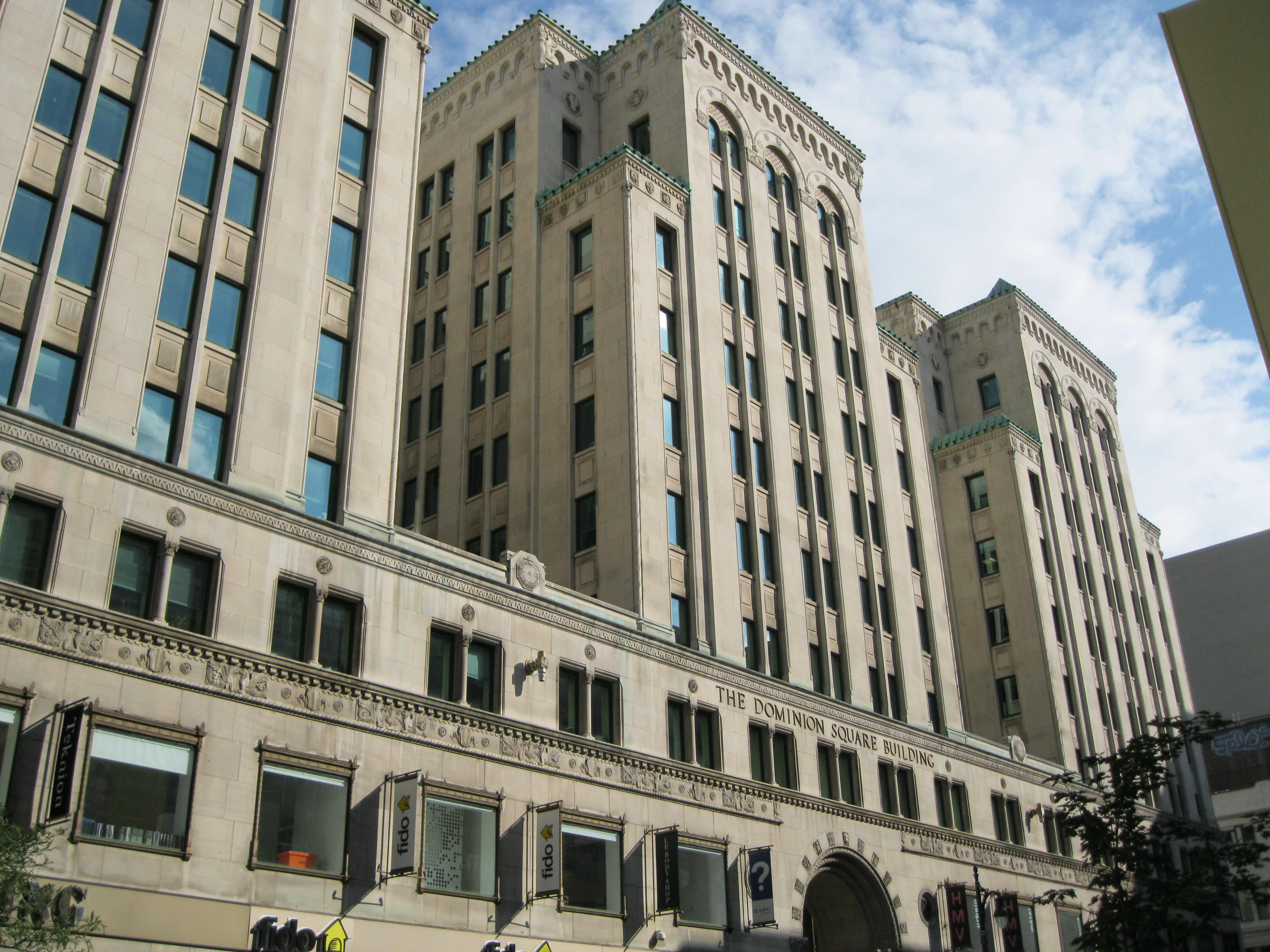
Édifice Dominion Square
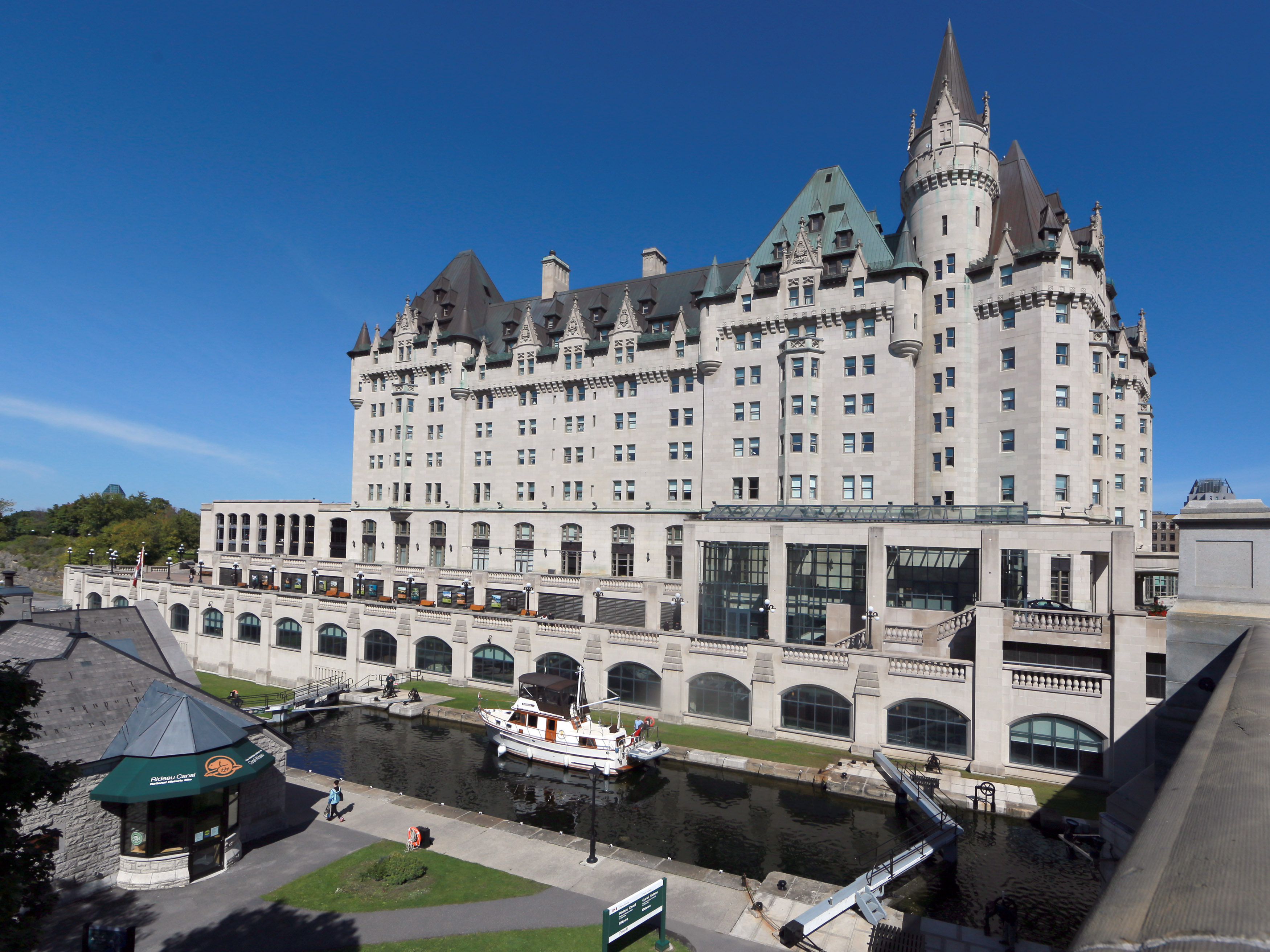
Château Laurier
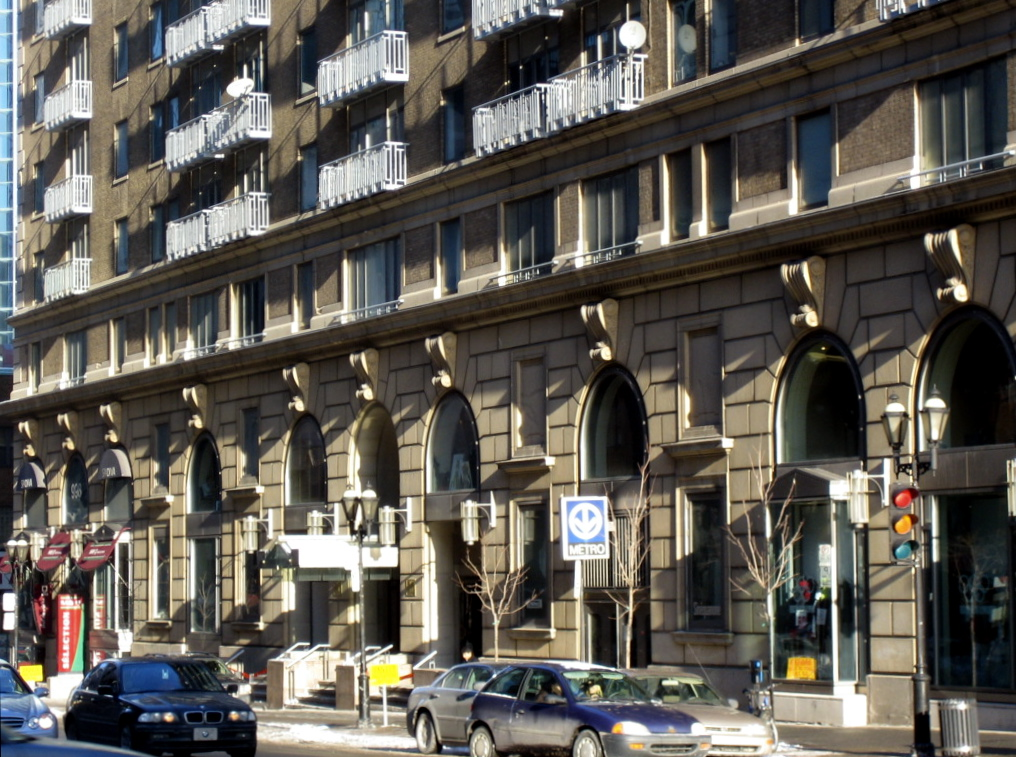
Les Cours Mont-Royal
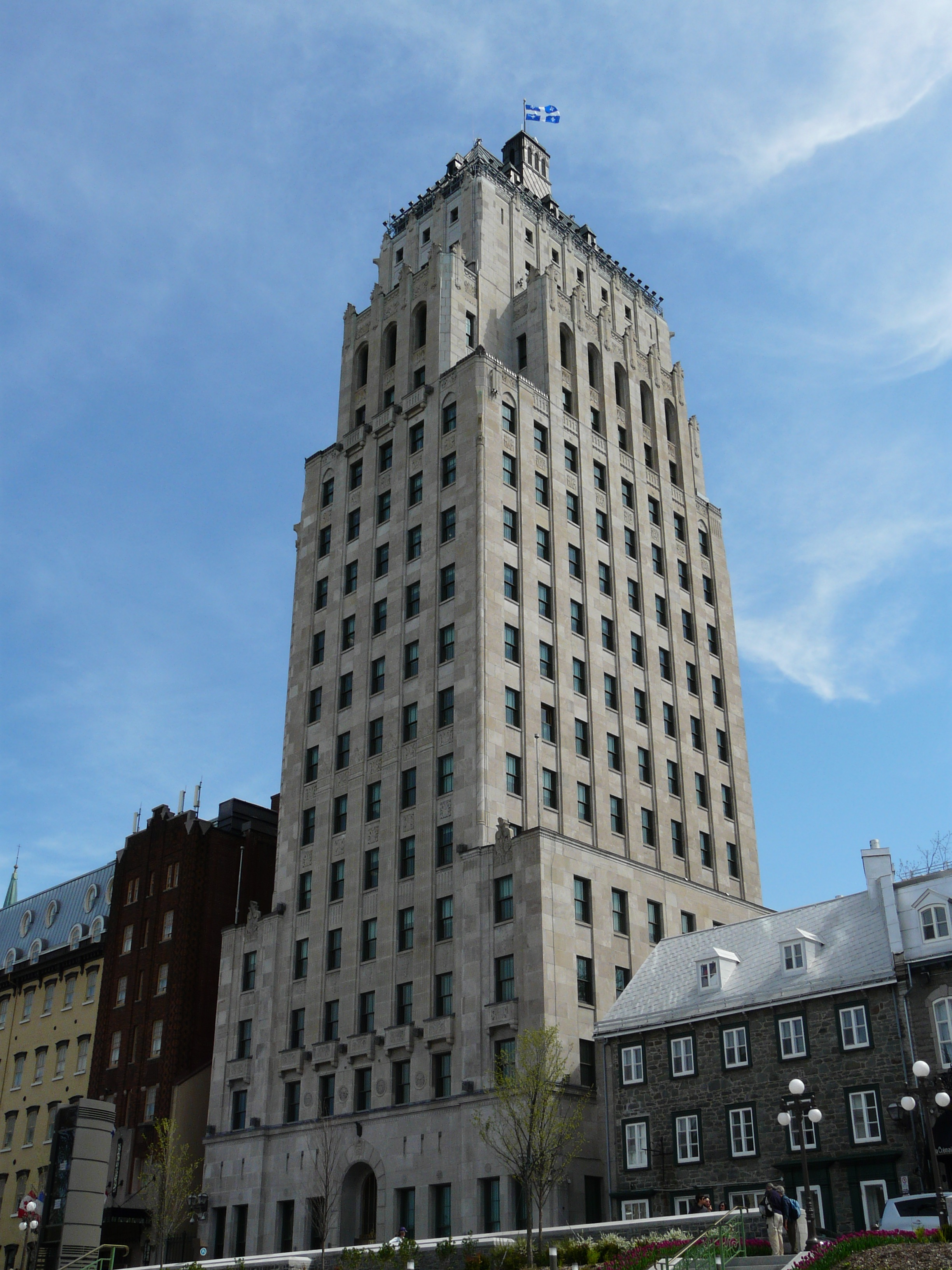
Édifice Price